# Де Минор, Алекс
А́лекс де Мино́р (англ. произн. [də mɪˈnɔːr]; англ. Alex de Minaur, исп. Álex de Miñaur; род. 17 февраля 1999, Сидней, Австралия) — австралийский теннисист; победитель десяти турниров ATP (из них девять в одиночном разряде); дважды финалист Кубка Дэвиса (2022, 2023). Доходил до 1/4 финала на всех 4 турнирах Большого шлема.
Финалист одного юниорского турнира Большого шлема в одиночном разряде (Уимблдон-2016); победитель одного юниорского турнира Большого шлема в парном разряде (Открытый чемпионат Австралии-2016).

## Биография
Де Минор родился в Сиднее у матери-испанки и отца-уругвайца. У него один старший брат и трое младших братьев и сестёр. Он провел первые пять лет своей жизни в Австралии, прежде чем переехать в Аликанте (Испания). Через 8 лет семья вернулась в Австралию, где провела три года, после чего на некоторое время снова переехала в Испанию. Де Минор проживает попеременно в Сиднее и Аликанте и настаивает, что всегда чувствовал сильную связь с Австралией. В 2017 году он заявил: «Раньше я представлял Испанию, но всегда чувствовал, что я австралиец. Как только мы вернулись сюда снова, это было первое, что я хотел делать — играть за Австралию».
Де Минор говорит на английском, испанском и французском языках.
Обладатель медали Ньюкомба.

### Стиль игры
Алекс де Минор — правша, использующий двуручный бэкхенд (удар закрытой ракеткой). Именно бэкхенд он сам считает своим лучшим ударом. Его любимое покрытие — травяные корты. Австралиец считается одним из самых быстрых игроков ATP-тура и известен способностью вести затяжной обмен ударами, «доставая» трудные мячи.

### Юниорская карьера
Начал играть в теннис в четыре года. За годы выступлений в юниорском туре ITF выиграл 112 матчей при 55 поражениях). В сентябре и октябре 2014 года завоевал свои первые титулы в турнирах соответственно 4-й и 3-й категории в Сантьяго (Чили) и Санхенхо (Испания). В 2015 году дошёл до полуфинала Открытого чемпионата США в одиночном разряде среди юношей, проиграв там американцу Томми Полу, а в январе 2016 года стал в том же разряде полуфиналистом Открытого чемпионата Австралии (уступил представлявшему Узбекистан Юрабеку Каримову). Там же стал чемпионом в юношеском парном разряде с Блейком Эллисом. После этого, в феврале 2016 года, достиг 2-го места в юниорском рейтинге ITF. На Уимблдонском турнире 2016 года стал финалистом в одиночном юношеском разряде, проиграв канадцу Денису Шаповалову.

### Начало профессиональной карьеры
В профессиональном теннисном туре дебютировал в июле 2015 года в Испании, достигнув четвертьфинала. Впервые фигурировал в рейтинге ATP в августе того же года на 1544-м месте. В 2016 году на открытом чемпионате Австралии де Минор получил уайлд-кард в основной турнир, но проиграл в первом же раунде. В дальнейшем проводил сезон в основном в профессиональных турнирах ITF в Испании, где дважды доходил до финала. Кроме того, Алекс выиграл один турнир ITF в парном разряде в Мадриде и стал финалистом турнира класса ATP Challenger в Эккентале (Германия), который начинал с квалификационной сетки.
Сезон 2017 года де Минор начал с турнира ATP в Брисбене, где победил Михаила Кукушкина и Фрэнсиса Тиафо в квалификации, но проиграл в первом раунде основной сетки Мише Звереву. На следующей неделе, занимая 333-е место в рейтинге, он получил уайлд-кард на турнир в Сиднее, где победил в первом круге Бенуа Пера — на тот момент 46-ю ракетку мира, — однако во втором раунде был вынужден сняться с игры из-за растяжения мышц живота, чтобы успеть восстановиться к Открытому чемпионату Австралии.
Получив ещё один уайлд-кард, победил в первом круге Открытого чемпионата Австралии Геральда Мельцера в пяти сетах, отыграв по ходу один матчбол. После этого уступил 32-й ракетке мира Сэму Куэрри. В остальных турнирах Большого шлема выбывал из борьбы в первом круге или (на Уимблдонском турнире) на стадии квалификации. Летом, однако, завоевал титулы как в одиночном, так и в парном разряде в турнире ITF в Повуа-ди-Варзин (Португалия), а в Сеговии (Испания) пробился во второй за карьеру финал «челленджера», где уступил хозяину корта Хауме Мунару. Завершил год на 208-м месте в рейтинге ATP.

### 2018—2019
За сезон 2018 года де Минор выиграл 28 матчей в туре ATP и улучшал своё положение в рейтинге 18 раз, к середине октября продвинувшись с 208-го места до 35-го. Уже в первом турнире года, в Брисбене, дошёл до полуфинала, обыграв 44-ю ракетку мира Стива Джонсона и 24-ю ракетку мира Милоша Раонича. Неделю спустя в Сиднее пробился в первый в карьере финал турнира ATP, занимая в рейтинге 150-е место и победив по пути в финал четырёх соперников из Top-50, прежде чем проиграть в трёх сетах россиянину Даниилу Медведеву. Де Минор стал самым молодым с 2005 года игроком, пробившимся в полуфинал или выше в двух турнирах ATP подряд.
В Открытом чемпионате Австралии де Минор уступил в первом круге Томашу Бердыху из Чехии, а в Открытом чемпионате Франции на том же этапе — британцу Кайлу Эдмунду, 17-й ракетке мира. В июне, после выхода в финал «челленджера» в Сербитоне (Англия), впервые попал в сотню сильнейших игроков в рейтинге ATP. Через неделю в Ноттингеме завоевал свой первый титул в «челленджерах», после чего на Уимблдоне пробился в 3-й круг после победы над 29-й ракеткой мира Марко Чеккинато и был остановлен возглавлявшим мировой рейтинг Рафаэлем Надалем.
В августе 2018 года в турнире ATP 500 в Вашингтоне австралиец дошёл до финала, отыграв в полуфинальном поединке с Андреем Рублёвым 4 матчбола. Финал между 19-летним де Минором и 21 -летним Александром Зверевым, стал самым молодым в истории тура ATP с 2007 года, когда в финале в Индиан-Уэлс сошлись 20-летний Надаль и 19-летний Новак Джокович. В матче в Вашингтоне Зверев взял верх в двух сетах.
По итогам года де Минор был удостоен награды ATP в номинации «Новичок года». В конце сезона он участвовал в турнире Next Generation ATP Finals среди ведущих теннисистов мира в возрасте до 21 года и дошёл в нём до финала, выиграв четыре матча подряд и в игре за титул проиграв Стефаносу Циципасу.

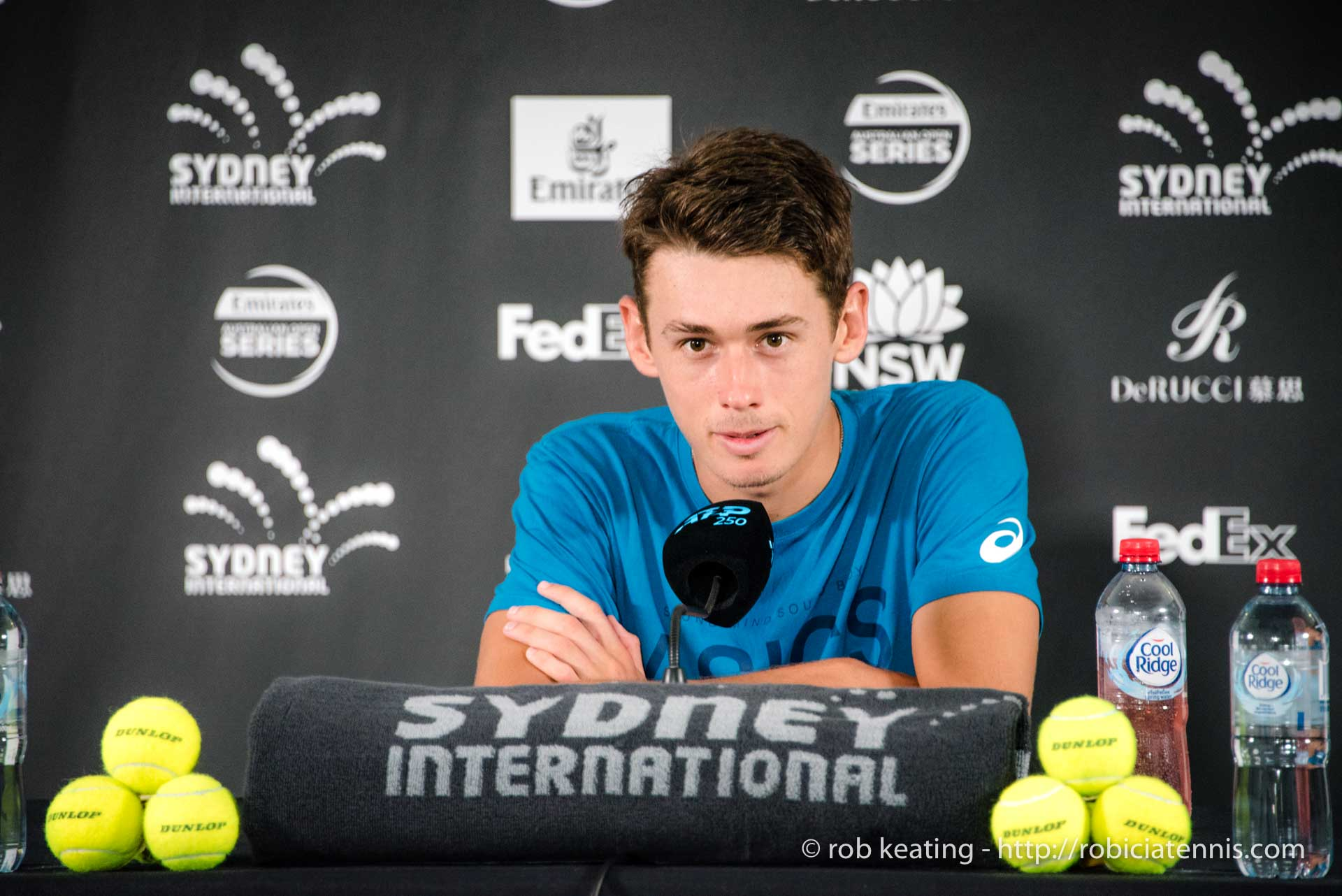
Январь 2019 год

В начале сезона 2019 года второй раз подряд дошёл до решающего матча в турнире в Сиднее. Теперь в финале ему противостоял итальянец Андреас Сеппи. Lе Минор обыграл в двух сетах своего соперника и завоевал первый для себя одиночный трофей в ATP-туре. Де Минор стал самым молодым победителем сиднейского турнира с 2001 года, когда обладателем титула стал 19-летний Ллейтон Хьюитт.
В Открытом чемпионате Австралии дошёл до третьего круга, обыграв в первых двух кругах турнира португальца Педру Созу и швейцарца Хенри Лааксонена соответственно. Проиграл в третьем круге в трёх сетах будущему финалисту Рафаэлю Надалю. В турнире ATP в Акапулько (Мексика) дошёл до четвертьфинала, где проиграл будущему финалисту Александру Звереву в двух сетах. Во Франции и на Уимблдоне проиграл во втором раунде.
Второй титул ATP за сезон завоевал в июле в Атланте. Де Минор стал третьим с 1991 года победителем турнира ATP, который за всё соревнование ни разу не позволил соперникам получить брейк-пойнт на своей подаче (до него этого успеха добивались Томми Хаас в 2007 году в Мемфисе и Джон Изнер в 2017 году в Ньюпорте). На Открытом чемпионате США австралиец добрался до четвёртого круга, обыграв седьмую ракетку мира Кэя Нисикори. В сентябре в Чжухае (КНР) завоевал третий титул в турнирах ATP (среди побеждённых был 10-й номер мирового рейтинга Роберто Баутиста Агут), а затем в турнире ATP 500 в Базеле стал финалистом, уступив лишь фавориту турнира, его 10-кратному чемпиону Роджеру Федереру. В конце октября, в очередной раз улучшив положение в рейтинге ATP, достиг в нём 18-й позиции.
На очередном турнире Next Generation ATP Finals де Минор был посеян под первым номером. В группе он обыграл Алехандро Давидовича Фокина, Миомира Кецмановича и Каспера Рууда, в полуфинале победил Фрэнсиса Тиафо, но затем второй раз подряд потерпел поражение в финале, на этот раз от Янника Синнера. В финальном турнире Кубке Дэвиса Алекс выиграл все игры одиночного разряда, в которых участвовал, но сборная Австралии проиграла в четвертьфинале команде Канады.

### 2020—2021
На Кубке ATP 2020 де Минор был первым сеяным своей сборной. На групповом этапе он выиграл обе игры одиночного разряда против Дениса Шаповалова и 7-й ракетки мира Александра Зверева. . После того, как сборная Австралии вышла в четвертьфинал, жребий свёл её с британцами. В одиночном разряде де Минор в трёхчасовом матче проиграл Дэниелу Эвансу, но в решающей игре пар вместе с Ником Кирьосом отыграл четыре матчбола у Джейми Маррея и Джо Солсбери и добился победы со счётом 3:6, 6:3, [18:16]. В полуфинале против команды Испании де Минор проиграл Рафаэлю Надалю в трёх сетах, и сборная Австралии выбыла из борьбы за титул. После Кубка ATP де Минор пропустил 6 недель тура (в том числе Открытый чемпионат Австралии).
Вернувшись на корт к турниру в Акапулько, де Минор проиграл там в первом раунде, а затем тур был прерван до августа из-за пандемии COVID-19. После возобновления соревнований австралиец в паре с испанцем Пабло Карреньо Бустой выиграл в Нью-Йорке турнир Мастерс, перенесённый туда из Цинциннати. По пути в финал пара, впервые выступавшая вместе, обыграла посеянных четвёртыми Ивана Додига и Филипа Полашека, а затем 8-ю пару турнира Никола Мектич-Уэсли Колхоф. Вслед за этим де Минор дошёл на Открытом чемпионате США до первого в карьере четвертьфинала турниров Большого шлема, в третьем круге победив 16-ю ракетку мира Карена Хачанова. В четвертьфинале его в трёх сетах вывел из борьбы будущий чемпион Доминик Тим.
В укороченном грунтовом сезоне де Минор выступил неудачно, проиграв в первом же круге как в Открытом чемпионате Италии, так и на «Ролан Гаррос», но после этого на харде стал финалистом турнира базовой категории в Антверпене, где уступил решающий матч французу Уго Эмберу. В последних двух турнирах сезона австралиец проигрывал будущим чемпионам — в третьем круге турнира Мастерс в Париже Даниилу Медведеву и в Софии в четвертьфинале Яннику Синнеру.
В январе 2021 года выиграл турнир ATP 250 в Анталье, завоевав свой четвёртый титул в одиночном разряде. В полуфинале де Минор победил посеянного вторым Давида Гоффена, а в финале сыграл всего два гейма против казахстанца Александра Бублика, который отказался продолжать борьбу в матче. Проиграв обе своих встречи на групповом этапе Кубка ATP, де Минор затем уступил в третьем раунде Открытого чемпионата Австралии 17-й ракетке мира Фабио Фоньини, а на Открытом чемпионате Франции выбыл из борьбы уже во втором круге.
В ходе травяного сезона де Минор пробился в полуфинал турнира ATP 500 в Лондоне, уступив будущему финалисту Уимблдона Маттео Берреттини, а затем завоевал титул на турнире базовой категории в Истборне, после чего поднялся в рейтинге на 15-е место. Это, однако, оказалось последним значительным успехом австралийца в сезоне: он проиграл уже в первом раунде на Уимблдоне, затем у него был диагностирован COVID-19 и ему пришлось отказаться от участия в Олимпийских играх, а вернувшись на корт после болезни к североамериканскому циклу турниров, он одержал лишь одну победу в пяти матчах (проиграв в том числе в первом круге Открытого чемпионата США Тейлору Фрицу). Лучшим результатом австралийца за остаток сезона стал выход в 4-й круг на турнире в Индиан-Уэлс, где он уступил Циципасу — на тот момент третьей ракетке мира.

### 2022—2024
На Открытом чемпионате Австралии 2022 года дошёл до 4-го круга, проиграв там 10-й ракетке мира Синнеру. Лучший результат грунтового сезона показал в Барселоне, где стал полуфиналистом (победил по пути в полуфинал 10-ю ракетку мира Кэма Норри, проиграл 11-й ракетке мира Карлосу Алькарасу). На Уимблдоне был посеян 27-м и выбыл в 4-м круге, где вёл со счётом 2:0 по сетам у Кристиана Гарина, но в итоге проиграл 6:2, 7:5, 6:7(3-7), 4:6, 6:7(6-10). Летний цикл североамериканских турниров начал с завоевания титула в Атланте, но в дальнейшем, включая Открытый чемпионат США, не выходил дальше третьего круга. Завершил сезон выходом со сборной Австралии в финал Кубка Дэвиса, но там в матче со командой Канады проиграл Феликсу Оже-Альяссиму, на тот момент 6-й ракетке мира.
На Открытом чемпионате Австралии 2023 года де Минор, посеянный под 22-м номером, второй год подряд дошёл до 4-го круга, где уступил 5-й ракетке мира и будущему чемпиону Джоковичу. В феврале выиграл турнир серии ATP 500 в Акапулько, победив в полуфинале 10-ю ракетку мира Хольгера Руне, а в финале соседа по рейтингу Томми Пола. После этого вплоть до начала травяного сезона выступал неудачно, но в июле дошёл до финала Queen’s Club Championships — проходящего в Лондоне в преддверии Уимблдона турнира категории ATP 500. В финале уступил занимающему в рейтинге 2-е место Карлосу Алькарасу.
В летнем североамериканском цикле дважды играл в финалах турниров ATP. В Лос-Кабосе в турнире серии ATP 250 де Минор проиграл 5-й ракетке мира Циципасу, а затем в первом в карьере финале турнира серии Мастерс в Торонто — занимающему в рейтинге 8-е место Синнеру. По ходу турнира в Канаде де Минор обыграл Кэмерона Норри и двоих игроков первой десятки рейтинга — Тейлора Фрица и Даниила Медведева (соответственно 9-ю и 3-ю ракетки мира). На Открытом чемпионате США был посеян под 13-м номером и впервые с 2020 года дошёл до 4-го круга, где уступил будущему финалисту Даниилу Медведеву в четырёх сетах. К октябрю поднялся в рейтинге до 11-го места, но поражение в четвертьфинале турнира Мастерс в Париже не позволило австралийцу попасть в восьмёрку сильнейших теннисистов мира, разыгрывающих итоговый турнир года. В конце сезона во второй раз подряд пробился со сборной Австралии в финал Кубка Дэвиса, но и на этот раз остался без трофея, уступив Синнеру и сборной Италии.
В начале 2024 года вывел сборную в полуфинал смешанного командного турнира United Cup, в четвертьфинале нанеся поражение представлявшему Сербию Новаку Джоковичу. После выхода в 4-й круг на Открытом чемпионате Австралии за февраль дважды пробивался в финалы турниров ATP, защитив чемпионский титул в Акапулько. Весной в нескольких подряд турнирах Мастерс выходил в четвёртый круг, а на Открытом чемпионате Франции достиг второго за карьеру четвертьфинала в турнирах Большого шлема после победы над посеянным под 5-м номером Даниилом Медведевым. Сразу после этого в Хертогенбосе выиграл второй за сезон турнир, а после выхода в четвертьфинал на Уимблдоне поднялся в рейтинге на 6-е место. Однако полученная на Уимблдоне травма заставила австралийца пропустить одиночный турнир олимпийских игр в Париже. С Алексеем Попыриным он попытался участвовать в Олимпиаде в мужском парном разряде, но проиграл в первом же круге. На корт вернулся только к Открытому чемпионату США, где достиг третьего за сезон четвертьфинала в турнирах Большого шлема. Хотя до конца сезона де Минор больше не достигал значительных успехов, он обеспечил себе участие в Итоговом турнире ATP, но там проиграл все три матча на групповом этапе и в плей-офф не попал. Со сборной Австралии участвовал в финальном турнире Кубка Дэвиса, проиграв обе своих встречи в одиночном разряде — Тейлору Фрицу в четвертьфинале и Яннику Синнеру в полуфинале. Завершил год на 9-й позиции в рейтинге.

## Рейтинг на конец года
| Год  | Одиночный рейтинг | Парный рейтинг |
| 2024 | 9                 |                |
| 2023 | 12                | 178            |
| 2022 | 24                | 197            |
| 2021 | 34                | 135            |
| 2020 | 23                | 59             |
| 2019 | 18                | 141            |
| 2018 | 31                | 406            |
| 2017 | 208               | 1139           |
| 2016 | 349               | 864            |
| 2015 | 1574              |                |

## Выступления на турнирах

### Финалы турниров ATP в одиночном разряде (19)

#### Победы (10)
| Легенда                     |
| --------------------------- |
| Турниры Большого шлема (0)* |
| Итоговый турнир ATP (0)     |
| ATP Мастерс 1000 (0+1)      |
| АТР 500 (3)                 |
| АТР 250 (7)                 |

| Титулы по покрытиям | Титулы по месту проведения матчей турнира |
| ------------------- | ----------------------------------------- |
| Хард (8+1)*         | Зал (0)                                   |
| Грунт (0)           | Зал (0)                                   |
| Трава (2)           | Открытый воздух (10+1)                    |
| Ковёр (0)           | Открытый воздух (10+1)                    |

* количество побед в одиночном разряде + количество побед в парном разряде.
| №   | Дата             | Турнир                  | Покрытие | Соперник в финале          | Счёт           |
| 1.  | 12 января 2019   | Сидней, Австралия       | Хард     | Андреас Сеппи              | 7-5 7-6(5)     |
| 2.  | 28 июля 2019     | Атланта, США            | Хард     | Тейлор Фриц                | 6-3 7-6(2)     |
| 3.  | 29 сентября 2019 | Чжухай, Китай           | Хард     | Адриан Маннарино           | 7-6(4) 6-4     |
| 4.  | 13 января 2021   | Анталья, Турция         | Хард     | Александр Бублик           | 2-0, отказ     |
| 5.  | 26 июня 2021     | Истборн, Великобритания | Трава    | Лоренцо Сонего             | 4-6 6-4 7-6(5) |
| 6.  | 31 июля 2022     | Атланта, США (2)        | Хард     | Дженсон Бруксби            | 6-3 6-3        |
| 7.  | 4 марта 2023     | Акапулько, Мексика      | Хард     | Томми Пол                  | 3-6 6-4 6-1    |
| 8.  | 2 марта 2024     | Акапулько, Мексика (2)  | Хард     | Каспер Рууд                | 6-4 6-4        |
| 9.  | 16 июня 2024     | Хертогенбос, Нидерланды | Трава    | Себастьян Корда            | 6-2 6-4        |
| 10. | 27 июля 2025     | Вашингтон, США          | Хард     | Алехандро Давидович Фокина | 5-7 6-1 7-6    |

#### Поражения (9)
| №  | Дата            | Турнир                    | Покрытие   | Соперник в финале | Счёт        |
| 1. | 13 января 2018  | Сидней, Австралия         | Хард       | Даниил Медведев   | 6-1 4-6 5-7 |
| 2. | 5 августа 2018  | Вашингтон, США            | Хард       | Александр Зверев  | 2-6 4-6     |
| 3. | 27 октября 2019 | Базель, Швейцария         | Хард (зал) | Роджер Федерер    | 2-6 2-6     |
| 4. | 25 октября 2020 | Антверпен, Бельгия        | Хард (зал) | Уго Эмбер         | 1-6 6-7(4)  |
| 5. | 25 июня 2023    | Лондон, Великобритания    | Трава      | Карлос Алькарас   | 4-6 4-6     |
| 6. | 5 августа 2023  | Кабо-Сан-Лукас, Мексика   | Хард       | Стефанос Циципас  | 3-6 4-6     |
| 7. | 13 августа 2023 | Торонто, Канада           | Хард       | Янник Синнер      | 4-6 1-6     |
| 8. | 18 февраля 2024 | Роттердам, Нидерланды     | Хард (зал) | Янник Синнер      | 5-7 4-6     |
| 9. | 9 февраля 2025  | Роттердам, Нидерланды (2) | Хард (зал) | Карлос Алькарас   | 4-6 6-3 2-6 |

### Финалы выставочных турнировATPв одиночном разряде (2)

#### Поражения (2)
| №  | Дата           | Турнир                                            | Покрытие   | Соперник в финале | Счёт                  |
| 1. | 10 ноября 2018 | Финал ATP среди теннисистов не старше 21 года     | Хард (зал) | Стефанос Циципас  | 4-2 1-4 3-4(3) 3-4(3) |
| 2. | 10 ноября 2019 | Финал ATP среди теннисистов не старше 21 года (2) | Хард (зал) | Янник Синнер      | 2-4 1-4 2-4           |

### Финалы челленджеров и фьючерсов в одиночном разряде (8)

#### Победы (2)
| Условные обозначения |
| Челленджеры (1)*     |
| Фьючерсы (1+2)       |

| Титулы по покрытиям | Титулы по месту проведения матчей турнира |
| ------------------- | ----------------------------------------- |
| Хард (1+2)*         | Зал (0)                                   |
| Грунт (0)           | Зал (0)                                   |
| Трава (1)           | Открытый воздух (2+2)                     |
| Ковёр (0)           | Открытый воздух (2+2)                     |

* количество побед в одиночном разряде + количество побед в парном разряде.
| №  | Дата         | Турнир                      | Покрытие | Соперник в финале        | Счёт        |
| 1. | 16 июля 2017 | Повуа-ди-Варзин, Португалия | Хард     | Фредерику Феррейра Силва | 6-1 2-6 6-4 |
| 2. | 17 июня 2018 | Ноттингем, Великобритания   | Трава    | Дэниел Эванс             | 7-6(4) 7-5  |

#### Поражения (6)
| №  | Дата            | Турнир                   | Покрытие    | Соперник в финале | Счёт        |
| 1. | 21 февраля 2016 | Мурсия, Испания          | Грунт       | Стивен Диес       | 3-6 4-6     |
| 2. | 22 мая 2016     | Вик, Испания             | Грунт       | Хауме Мунар       | 6-7(5) 5-7  |
| 3. | 6 ноября 2016   | Эккенталь, Германия      | Ковёр (зал) | Стив Дарси        | 4-6 2-6     |
| 4. | 6 августа 2017  | Сеговия, Испания         | Хард        | Хауме Мунар       | 3-6 4-6     |
| 5. | 7 апреля 2018   | Аликанте, Испания        | Грунт       | Пабло Андухар     | 6-7(5) 1-6  |
| 6. | 10 июня 2018    | Сербитон, Великобритания | Трава       | Жереми Шарди      | 4-6 6-4 2-6 |

### Финалы турнировATPв парном разряде (1)

#### Победы (1)
| №  | Дата            | Турнир        | Покрытие | Партнёр              | Соперники в финале        | Счёт    |
| 1. | 29 августа 2020 | Нью-Йорк, США | Хард     | Пабло Карреньо Буста | Джейми Маррей Нил Скупски | 6-2 7-5 |

### Финалы челленджеров и фьючерсов в парном разряде (3)

#### Победы (2)
| №  | Дата           | Турнир                      | Покрытие | Партнёр                | Соперники в финале                  | Счёт    |
| 1. | 10 апреля 2016 | Мадрид, Испания             | Хард     | Карлос Болуда Пуркисс  | Карлос Гомес Эррера Акира Сантиллан | 6-4 6-4 |
| 2. | 16 июля 2017   | Повуа-ди-Варзин, Португалия | Хард     | Роберто Ортего Ольмедо | Эдвард Буршье Даниэль Нолан         | 6-2 6-1 |

#### Поражения (1)
| №  | Дата       | Турнир          | Покрытие | Партнёр               | Соперники в финале                      | Счёт    |
| 1. | 8 мая 2016 | Льейда, Испания | Хард     | Карлос Болуда Пуркисс | Давид Вега Эрнандес Рамкумар Раманатхан | 3-6 1-6 |

### Финалы командных турниров (2)

#### Поражения (2)
| №  | Год  | Турнир       | Команда                                                                 | Соперник в финале                                                | Счёт |
| 1. | 2022 | Кубок Дэвиса | Австралия А. де Минор, Т. Коккинакис, М. Пёрселл, Дж. Томпсон, М. Эбден | Канада Ф. Оже-Альяссим, В. Поспишил, Д. Шаповалов                | 0-2  |
| 2. | 2023 | Кубок Дэвиса | Австралия А. де Минор, М. Пёрселл, А. Попырин, Дж. Томпсон, М. Эбден    | Италия М. Арнальди, С. Болелли, Л. Музетти, Я. Синнер, Л. Сонего | 0-2  |

## История выступлений на турнирах
По состоянию на 9 июня 2025 года
Для того, чтобы предотвратить неразбериху и удваивание счета, информация в этой таблице корректируется только по окончании турнира или по окончании участия там данного игрока.
| Турнир                       | 2016  | 2017  | 2018  | 2019  | 2020          | 2021          | 2022          | 2023  | 2024   | 2025  | Итог   | В/П за карьеру |
| ---------------------------- | ----- | ----- | ----- | ----- | ------------- | ------------- | ------------- | ----- | ------ | ----- | ------ | -------------- |
| Турниры Большого шлема       |       |       |       |       |               |               |               |       |        |       |        |                |
| Открытый чемпионат Австралии | К1    | 2Р    | 1Р    | 3Р    | -             | 3Р            | 4Р            | 4Р    | 4Р     | 1/4   | 0 / 8  | 18-8           |
| Открытый чемпионат Франции   | -     | 1Р    | 1Р    | 2Р    | 1Р            | 2Р            | 1Р            | 2Р    | 1/4    | 2Р    | 0 / 9  | 8-9            |
| Уимблдонский турнир          | -     | К2    | 3Р    | 2Р    | НП            | 1Р            | 4Р            | 2Р    | 1/4    |       | 0 / 6  | 10-5           |
| Открытый чемпионат США       | -     | 1Р    | 3Р    | 4Р    | 1/4           | 1Р            | 3Р            | 4Р    | 1/4    |       | 0 / 8  | 18-8           |
| Итог                         | 0 / 0 | 0 / 3 | 0 / 4 | 0 / 4 | 0 / 2         | 0 / 4         | 0 / 4         | 0 / 4 | 0 / 4  | 0 / 2 | 0 / 31 |                |
| В/П в сезоне                 | 0-0   | 1-3   | 4-4   | 7-4   | 4-2           | 3-4           | 8-4           | 8-4   | 14-3   | 5-2   |        | 54-30          |
| Итоговые турниры             |       |       |       |       |               |               |               |       |        |       |        |                |
| Итоговый турнир ATP          | -     | -     | -     | -     | -             | -             | -             | -     | Группа |       | 0 / 1  | 0-3            |
| Турниры Мастерс              |       |       |       |       |               |               |               |       |        |       |        |                |
| Индиан-Уэлс                  | -     | К2    | 2Р    | 2Р    | НП            | 4Р            | 4Р            | 2Р    | 4Р     | 4Р    | 0 / 7  | 9-7            |
| Майами                       | -     | -     | 1Р    | -     | НП            | 2Р            | 3Р            | 2Р    | 4Р     | 4Р    | 0 / 6  | 5-6            |
| Монте-Карло                  | -     | -     | К1    | -     | НП            | 1Р            | 2Р            | 2Р    | 1/4    | 1/2   | 0 / 5  | 8-5            |
| Мадрид                       | -     | -     | -     | 1Р    | НП            | 3Р            | 2Р            | 3Р    | 2Р     | 4Р    | 0 / 6  | 6-6            |
| Рим                          | -     | -     | -     | 1Р    | 1Р            | 1Р            | 3Р            | 2Р    | 4Р     | 4Р    | 0 / 7  | 6-7            |
| Торонто/Монреаль             | -     | -     | -     | 1Р    | НП            | 2Р            | 3Р            | Ф     | -      |       | 0 / 4  | 7-4            |
| Цинциннати                   | -     | -     | -     | 3Р    | 1Р            | 2Р            | 2Р            | 2Р    | -      |       | 0 / 5  | 5-5            |
| Шанхай                       | -     | -     | 3Р    | 1Р    | Не проводился | Не проводился | Не проводился | 2Р    | -      |       | 0 / 3  | 2-3            |
| Париж                        | -     | -     | 1Р    | 3Р    | 3Р            | 1Р            | 3Р            | 1/4   | 1/4    |       | 0 / 7  | 11-7           |
| Статистика за карьеру        |       |       |       |       |               |               |               |       |        |       |        |                |
| Проведено финалов            | 0     | 0     | 2     | 4     | 1             | 2             | 1             | 4     | 3      | 1     |        | 18             |
| Выиграно турниров АТП        | 0     | 0     | 0     | 3     | 0             | 2             | 1             | 1     | 2      | 0     |        | 9              |
| В/П: всего                   | 0-0   | 2-5   | 28-23 | 41-20 | 13-10         | 25-25         | 47-25         | 46-26 | 47-21  | 27-11 |        | 276-166        |
| Σ % побед                    | 0 %   | 29 %  | 55 %  | 67 %  | 57 %          | 50 %          | 65 %          | 64 %  | 69 %   | 71 %  |        | 62,4 %         |

К — проигрыш в квалификационном турнире.

## Победы над теннисистами из топ-10
По состоянию на 9 июня 2025 года
- У Де Минора рекорд 18-54 против игроков, которые на момент проведения матча входили в топ-10.

| Сезон | 2016 | 2017 | 2018 | 2019 | 2020 | 2021 | 2022 | 2023 | 2024 | Всего |
| Побед | 0    | 0    | 0    | 3    | 1    | 0    | 3    | 6    | 5    | 18    |

| №    | Игрок                 | Рейтинг | Турнир                     | Покрытие   | Этап       | Счёт               | Рейтинг де Минора |
| ---- | --------------------- | ------- | -------------------------- | ---------- | ---------- | ------------------ | ----------------- |
| 2019 |                       |         |                            |            |            |                    |                   |
| 1.   | Кэй Нисикори          | 7       | Открытый чемпионат США     | Хард       | 3-й раунд  | 6-2, 6-4, 2-6, 6-3 | 38                |
| 2.   | Роберто Баутиста Агут | 10      | Чжухай, Китай              | Хард       | 1/2 финала | 6-2, 6-2           | 31                |
| 3.   | Роберто Баутиста Агут | 10      | Париж, Франция             | Хард (зал) | 2-й раунд  | 7-6(2), 7-6(1)     | 18                |
| 2020 |                       |         |                            |            |            |                    |                   |
| 4.   | Александр Зверев      | 7       | Кубок ATP                  | Хард       | Группа     | 4-6, 7-6(3), 6-2   | 18                |
| 2022 |                       |         |                            |            |            |                    |                   |
| 5.   | Маттео Берреттини     | 7       | Кубок АТР                  | Хард       | Группа     | 6-3, 7-6(4)        | 34                |
| 6.   | Кэмерон Норри         | 10      | Барселона, Испания         | Грунт      | 1/4 финала | 6-3, 5-7, 6-1      | 25                |
| 7.   | Даниил Медведев       | 3       | Париж, Франция             | Хард (зал) | 2-й раунд  | 6-4, 2-6, 7-5      | 25                |
| 2023 |                       |         |                            |            |            |                    |                   |
| 8.   | Рафаэль Надаль        | 2       | United Cup                 | Хард       | Группа     | 3-6, 6-1, 7-5      | 24                |
| 9.   | Андрей Рублёв         | 5       | Роттердам, Нидерланды      | Хард (зал) | 1-й раунд  | 6-4, 6-4           | 25                |
| 10.  | Хольгер Руне          | 9       | Акапулько, Мексика         | Хард       | 1/2 финала | 3-6, 7-5, 6-2      | 22                |
| 11.  | Хольгер Руне          | 6       | Лондон, Англия             | Трава      | 1/2 финала | 6-3, 7-6(2)        | 18                |
| 12.  | Тейлор Фриц           | 9       | Торонто, Канада            | Хард       | 3-й раунд  | 7-6(5), 4-6, 6-1   | 18                |
| 13.  | Даниил Медведев       | 3       | Торонто, Канада            | Хард       | 1/4 финала | 7-6(7), 7-5        | 18                |
| 2024 |                       |         |                            |            |            |                    |                   |
| 14.  | Тейлор Фриц           | 10      | United Cup                 | Хард       | Группа     | 6-4, 6-2           | 12                |
| 15.  | Новак Джокович        | 1       | United Cup                 | Хард       | 1/4 финала | 6-4, 6-4           | 12                |
| 16.  | Александр Зверев      | 7       | United Cup                 | Хард       | 1/2 финала | 5-7, 6-3, 6-4      | 12                |
| 17.  | Андрей Рублёв         | 5       | Роттердам, Нидерланды      | Хард (зал) | 1/4 финала | 7-6(5), 4-6, 6-3   | 11                |
| 18.  | Даниил Медведев       | 5       | Открытый чемпионат Франции | Грунт      | 4-й раунд  | 4-6, 6-2, 6-1, 6-3 | 11                |